# Blastomyces dermatitidis
Blastomyces dermatitidis is de anamorfe naam van een schimmel die behoort tot de ascomyceten en is de veroorzaker van blastomycose bij mensen en dieren. De teleomorfe naam is Ajellomyces dermatitidis. De schimmel leeft in de grond en in vochtig, rottend hout vaak in de buurt van water, zoals een meer, rivier of beek. De schimmel komt ook voor in afval onder afdakken en in vochtige schuren. De schimmel komt endemisch voor in het oosten van Noord-Amerika, vooral in bosachtig gebieden in Ontario, Manitoba en Quebec ten zuiden van de the St. Lawrence rivier, Appalachen en de westoever van Lake Michigan, Wisconsin en de Mississippi vallei. Daarnaast komt Blastomyces dermatitidis in Afrika rondom de Sahara, Arabisch Schiereiland en het Indisch subcontinent voor. Infectie ontstaat door het inademen van conidiën van de schimmel, die in de longen als gistvorm gaan groeien. Vandaaruit kan verspreiding door het bloed naar andere delen van het lichaam, zoals de huid, botten, genitaliën en de hersenen, optreden.

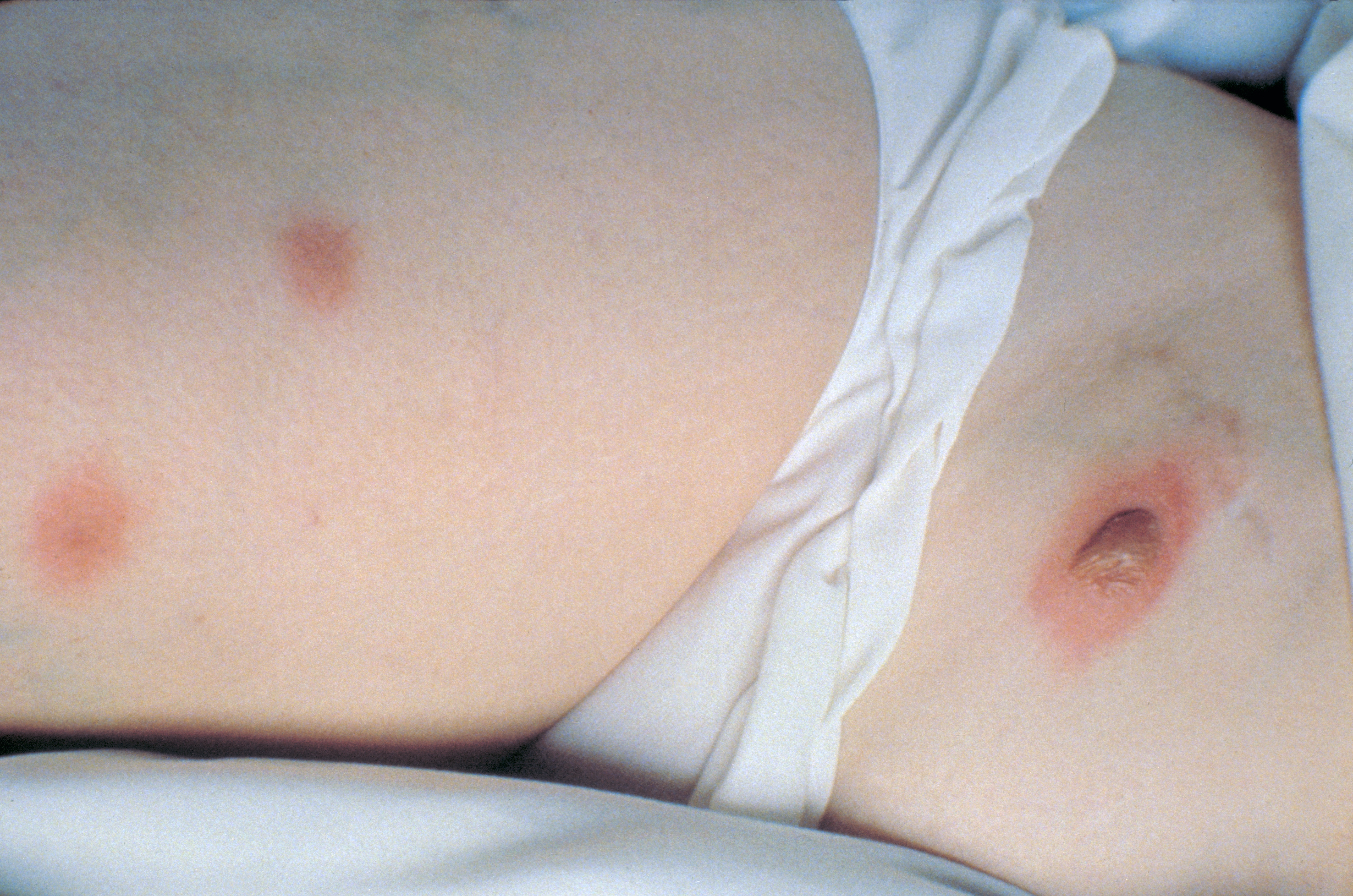
Blastomycose op de huid